# Alberto Vásquez del Mercado
Alberto Vásquez del Mercado Marquina  (Chilpancingo de los Bravo, 20 de marzo de 1893 - Ciudad de México, 11 de julio de 1980) fue un crítico literario, bibliófilo y abogado mexicano.

## Semblanza biográfica
Sus padres fueron Nicolasa Marquina y Jesús Vásquez del Mercado, quien fue secretario de juzgado en Chilpancingo de ideología lerdista y antiporfirista. Realizó sus primeros estudios en su ciudad natal, posteriormente se trasladó a la capital para ingresar a la Escuela Nacional Preparatoria en donde fue compañero de Antonio Castro Leal, Manuel Toussaint y Teófilo Olea y Leyva.
Debido a su gusto por las letras asistió como oyente a la Escuela Nacional de Altos Estudios. Entre 1912 y 1914, por su amistad con Pedro Henríquez Ureña, convivió con Antonio Caso, Alfonso Reyes y otros miembros del Ateneo de la Juventud Mexicana aunque no se integró al grupo. Asimismo entabló amistad con Jesús T. Acevedo, Alfonso Cravioto, Carlos González Peña, Ricardo Gómez Robelo, Carlos Díaz Dufoo, Julio Torri, y más tarde con Martín Luis Guzmán. 
En 1914 comenzó a impartir clases de literatura mexicana  en la Escuela Nacional Preparatoria, en 1915 fue nombrado jefe del Departamento de Publicaciones del museo de Historia por José Vasconcelos, sin embargo al triunfar la revolución carrancista fue destituido de su puesto. A finales del mismo año ingresó a la Escuela Nacional de Jurisprudencia en donde obtuvo el título de abogado.
El 5 de septiembre de 1916 fue cofundador de la Sociedad de Conferencias y Conciertos junto con Manuel Gómez Morín, Antonio Castro Leal, Vicente Lombardo Toledano, Alfonso Caso, Teófilo Olea y Leyva y Jesús Moreno Baca, el grupo fue conocido como "los Siete Sabios de México", su objetivo era difundir la cultura entre los estudiantes de la Universidad de México. Más tarde se adhirieron a la sociedad Narciso Bassols, Luis Enrique Erro, Daniel Cosío Villegas, Juvencio Ibarra, Manuel Toussaint y Miguel Palacios Macedo. Colaboró como articulista en el periódico El Universal. En 1918, fue candidato a diputado por el 5° distrito electoral de Guerrero, sin embargo las elecciones no se llevaron a cabo debido a un ataque zapatista. Impartió clases de Derecho Mercantil, Derecho Civil y Sociología en la Escuela Nacional de Jurisprudencia.
De 1920 a 1922, durante las presidencias de Adolfo de la Huerta y Álvaro Obregón, fue secretario de Gobierno del Distrito Federal. En 1923 fue juez de primera instancia en Acapulco, poco después fue subsecretario de Industria y Comercio y consejero del Banco Central. En 1928, fue designado ministro de la Suprema Corte de Justicia de la Nación, integrando la Tercera Sala. En 1929, apoyó la candidatura presidencial de José Vasconcelos.  Renunció a su cargo de ministro el 12 de mayo de 1931 a consecuencia de la aprehensión ordenada por el presidente Pascual Ortiz Rubio en contra de Luis Cabrera Lobato, pues con este hecho el Poder Ejecutivo violaba dos amparos que había concedido el Poder Judicial.
Ayudó a varios juristas españoles republicanos exiliados en México para integrarse como profesores en su alma mater. Durante las elecciones presidenciales de 1940 el candidato presidencial Juan Andreu Almazán planificó impugnar los resultados por la violencia ocurrida durante los comicios y levantarse en armas, le ofreció a Vásquez del Mercado la presidencia provisional de la República, sin embargo esto no ocurrió. Se retiró a la vida privada y continuó ejerciendo su profesión. Hacia el ocaso de su vida varios juristas decidieron rendirle un homenaje a su labor como crítico literario, jurista y patriota, no obstante Vásquez del Mercado declinó la propuesta ofreciendo a cambio impartir conferencias sobre la obra de Miguel de Cervantes Saavedra. Donó a la Academia Mexicana de la Lengua gran parte de su biblioteca. Murió en la Ciudad de México el 11 de julio de 1980.